# Șimonești
Șimonești (en hongrois : Siménfalva) est une commune du județ de Harghita en Roumanie.